# Philipp Meyer (Handballspieler)
Philipp Meyer (* 25. März 1997 in München) ist ein deutscher Handballspieler.

## Karriere
Philipp Meyer begann das Handballspielen beim TSV Ismaning und wechselte bereits in der C-Jugend zu den Rhein-Neckar Löwen. Hier durchlief er die Jugend und spielte danach in der 2. Mannschaft. Ab der Saison 2016/17 stand er im Kader des Zweitligisten DJK Rimpar. 2022 unterschrieb er einen Vertrag beim Ligakonkurrenten ThSV Eisenach. Mit Eisenach stieg er 2023 in die 1. Bundesliga auf.
Auf dem Spielfeld wird er als Abwehrspezialist hauptsächlich in der Verteidigung eingesetzt.